# Mostassa borda
La mostassa borda, mostalla borda, ravenissa groga o mostassa de camp (Sinapis arvensis) és una planta amb flor de la família Brassicaceae.

## Particularitats
És una planta anual que creix fins a una alçada de 100 cm. Les fulles i la tija són aspres (híspides). Les fulles inferiors són amples amb divisions molt profundes fins al nervi central (pinnatipartides). Les flors tenen quatre pètals grocs i quatre sèpals més petits; els sèpals es disposen molt oberts, perpendicularment al peduncle. El fruit és una síliqua. Les llavors són llises i fan d'1 a 1.5 mm de diàmetre.
Originària d'Europa, actualment s'ha estès a l'Amèrica del Nord on se la considera una espècie invasora.
A Catalunya se la troba al voltant del Pirineu i a les comarques del Sistema Mediterrani; al País Valencià apareix al nord i a la zona muntanyosa del sud;a les Balears és general. En aquests territoris se la troba del nivell del mar fins als 1.600 m d'altitud, en sembrats i runams, però és poc freqüent.

## Usos
Les fulles es menjaven a l'antiga Grècia i bullides són un dels ingredients de l'amanida grega horta. Són l'aliment preferit de les erugues d'algunes papallones, com la blanqueta de la ravenissa (Pieris rapae).
Tot i això, la planta conté glucosinolats, com la sinalbina i en grans quantitats les fulles poden ser perjudicials per al ramat.